# Our Dancing Daughters
 Our Dancing Daughters és una pel·lícula estatunidenca de Harry Beaumont estrenada el 1928. Aquest film dramàtic mut de 1928 és protagonitzat per Joan Crawford i Johnny Mack Brown, i produïda per Hunt Stromberg. Aquesta va ser la pel·lícula que va convertir Joan Crawford en una estrella, una posició que mantindria durant cinquanta anys. Tot i que la pel·lícula no té cap diàleg perceptible, es va estrenar amb una banda sonora sincronitzada.

## Argument
Diana i Ann són dues amigues que estan disposades a conquerir Ben, un jove ric, però faran una petita trampa. La bona Diana es fa passar per una dona egoista i manipuladora, mentre que Ann, que és una mica frívola, es farà passar per una noia dolça i bondadosa. Ben s'acaba enamorant d'Ann, la qual cosa disgusta Diana, que està realment enamorada del noi.
Joan Crawford, que per aquells anys passava sense pena ni glòria per les pantalles, va aconseguir cert reconeixement amb aquesta pel·lícula. L'acompanya la bonica Anita Page, que competia amb ella davant de la càmera per conquerir Johnny Mack Brown.

## Rebuda
Bland Johnson comentava al New York Mirror: "Joan Crawford...fa el millor paper de la seva carrera. Va recaptar 1.099.000 a tot el món.

## Repartiment
- Joan Crawford: Diana 'Di' Medford
- Johnny Mack Brown: Ben Blaine
- Nils Asther: Norman
- Dorothy Sebastian: Beatrice 'Bea'
- Anita Page: Ann 'Annikins'
- Kathlyn Williams: La mare d'Ann
- Edward J. Nugent: Freddie
- Dorothy Cumming: La mare de Diana
- Huntley Gordon: El pare de Diana
- Evelyn Hall: La mare de Freddie
- Sam De Grasse: El pare de Freddie

## Nominacions
- 1930. Oscar a la millor fotografia per George Barnes